# Dollar Devils
Dollar Devils er en amerikansk stumfilm fra 1923 af Victor Schertzinger.

## Medvirkende
- Joseph J. Dowling som Xannon Carthy
- Miles McCarthy som Hal Andrews
- May Wallace som  Mrs. Andrews
- Eva Novak som Amy
- Hallam Cooley som Bruce Merlin
- Cullen Landis som Jim Biggers
- Lydia Knott som Mrs. Biggers